# Harry Partch

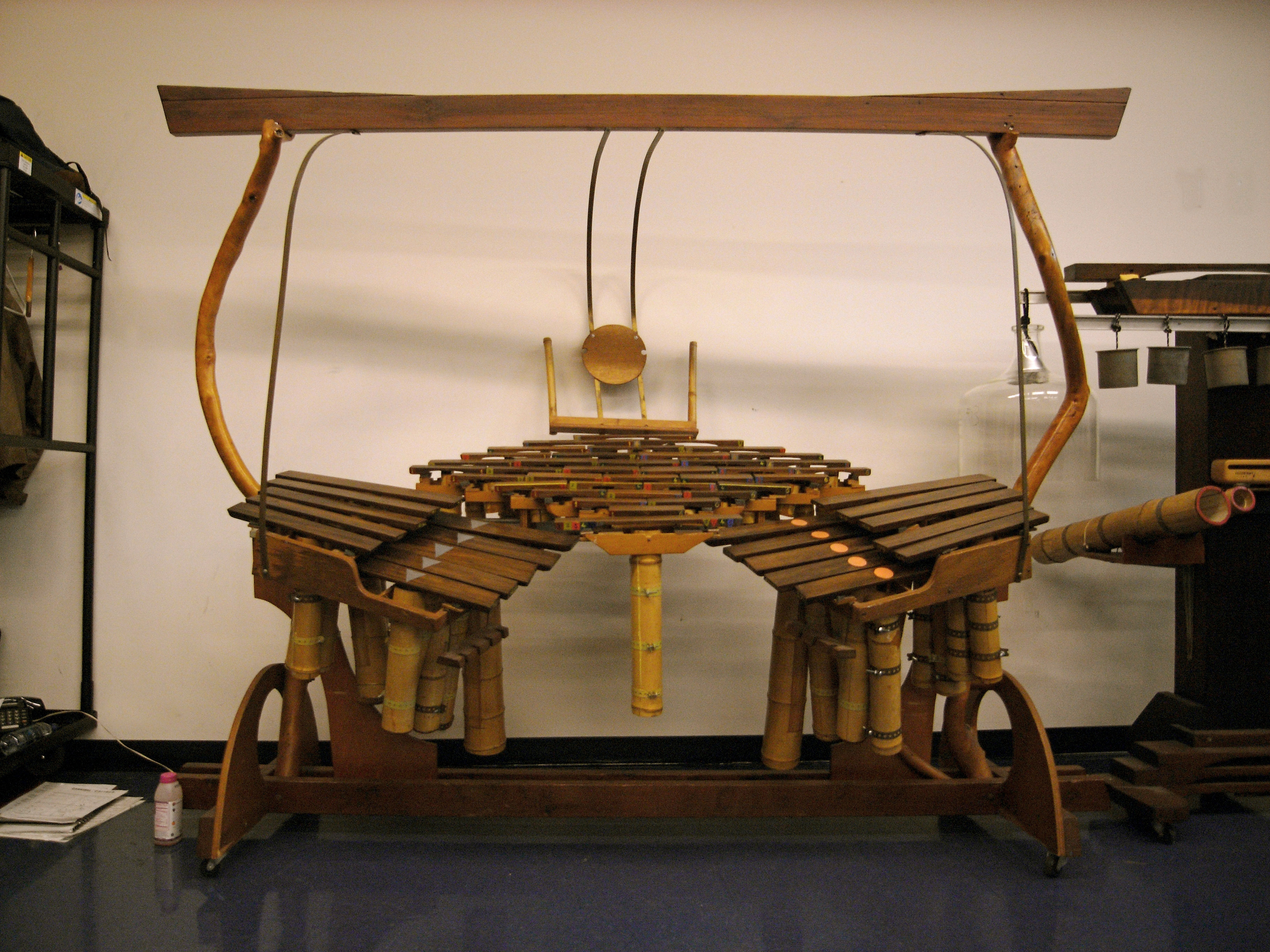
Quadrangularus Reversum (Harry Partch).

Harry Partch (1901 – 1974) là một nhà soạn nhạc người Mỹ, người được coi là một trong những nhà soạn nhạc có tầm ảnh hưởng nhất thế kỷ 20.
Ngoài danh tiếng là một nhà soạn nhạc, Partch còn được biết đến như một người sáng tạo nhạc cụ.

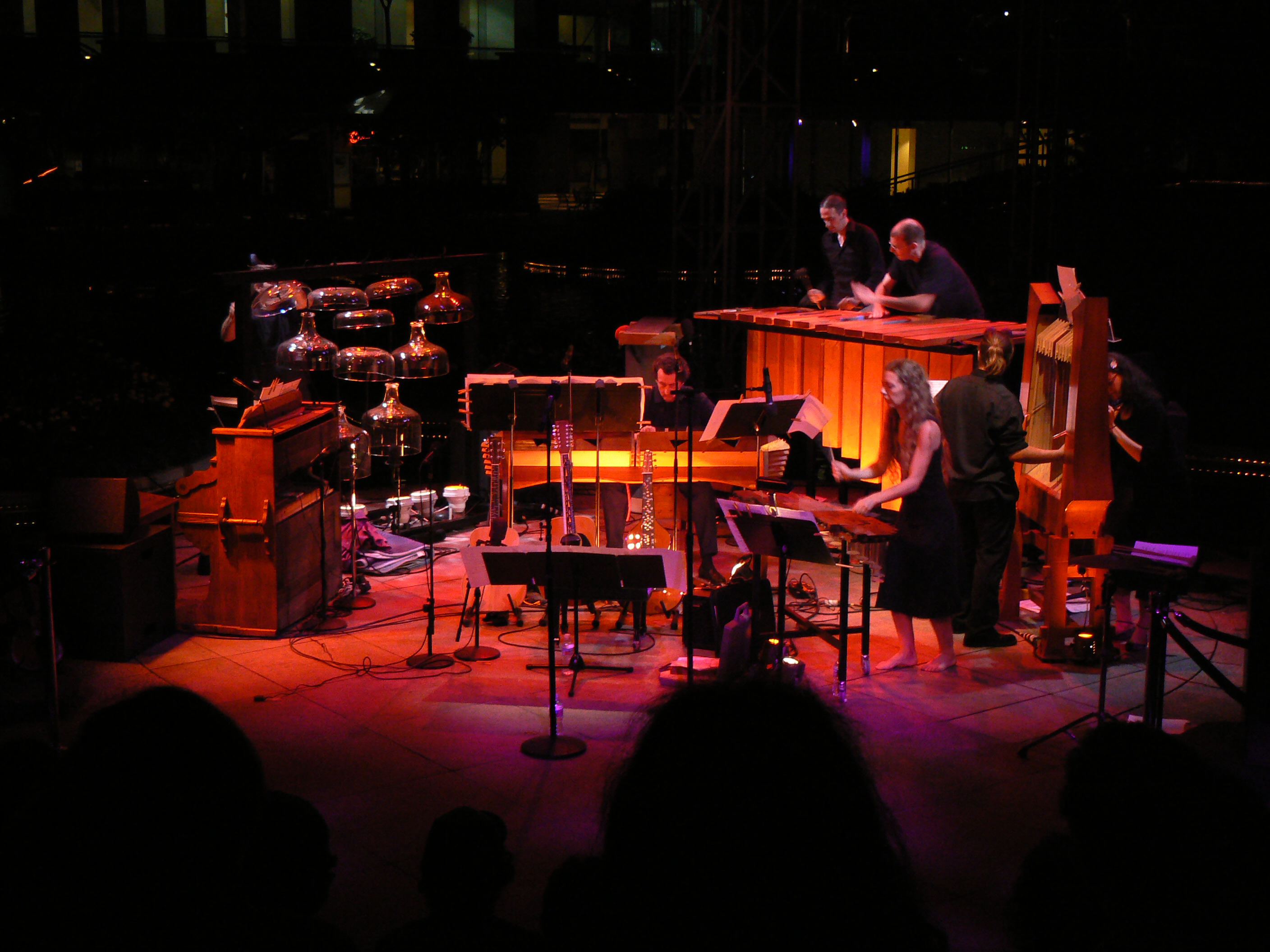

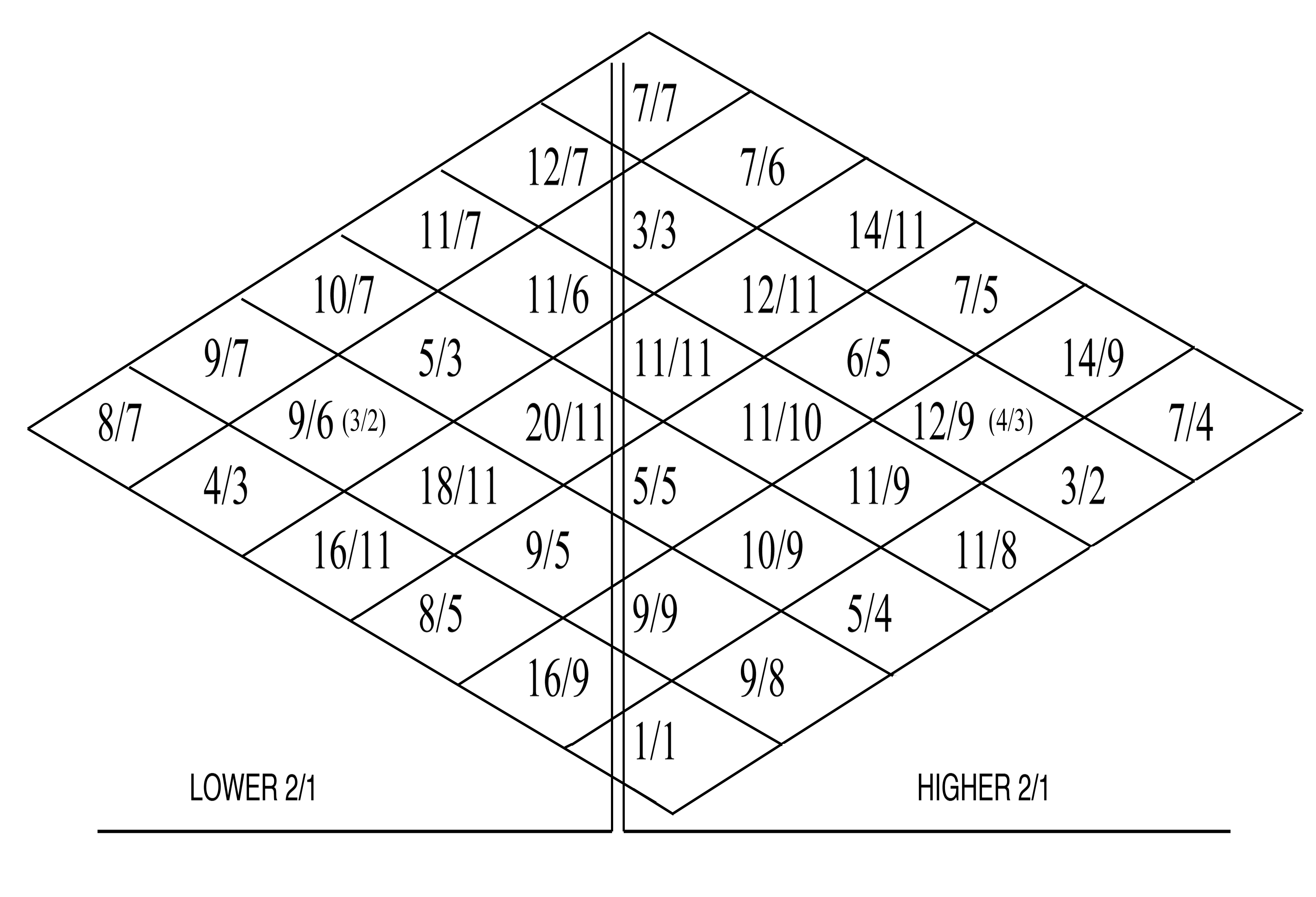
Harry Partch: Partch Kim cương

## Các Album
- The World of Harry Partch (Columbia Masterworks MS 7207 & MQ 7207, 1969)
- Delusion of the Fury (LP Columbia Masterworks M2 30576, 1971; CD Innova 406, 2001)
- Enclosure II (early speech-music works) (Innova 401)
- Enclosure V ("On a Greek Theme") (Innova 405)
- Enclosure VI ("Delusion of the Fury") (Innova 406)
- The Seventeen Lyrics of Li Po (Tzadik, 1995). ASIN B000003YSU.
- Revelation In The Courthouse Park (Tomato Records TOM-3004, 2003)

## Phim tài liệu
- Enclosure I (Innova 400, VHS)
- Enclosure IV (Innova 404, VHS) "Delusion", "Music of HP"
- Enclosure VII (Innova 407, DVD) "Delusion", "Dreamer", Bonus Album, "Revelation"
- Enclosure VIII (Innova 399, DVD)
- Musical Outsiders: An American Legacy - Harry Partch, Lou Harrison & Terry Riley